# Tuberkuloza
Tuberkulóza ali jétika (zastarelo tudi sušíca; kratica TBC) je pogosta in mnogokrat smrtna nalezljiva bolezen, ki jo povzročajo različni mikobakterijski sevi, običajno Mycobacterium tuberculosis. Tuberkuloza običajno okuži pljuča, lahko pa tudi druge telesne dele. Širi se po zraku, ko ljudje z aktivno tuberkulozno okužbo kašljajo, kihajo ali kako drugače prenašajo izdihano tekočino skozi zrak. Večinoma so okužbe skrite in brez simptomov. Približno eden od desetih primerov latentne okužbe se sčasoma razvije v aktivno bolezen, ki se za več kot 50 % nezdravljenih oseb konča s smrtjo.
Klasični znaki aktivne okužbe s tuberkulozo so kronični kašelj, krvav izmeček, vročica, nočno potenje in hujšanje (od koder tudi staro ime bolezni – »sušica«). Okužba drugih organov kaže širok spekter simptomov. Diagnoza aktivne tuberkuloze temelji običajno na rentgenskih posnetkih prsnega koša, kot tudi na mikroskopskem pregledu in mikrobiološki kulturi telesnih tekočin. Diagnoza latentne tuberkuloze temelji na tuberkulinskem kožnem testu ali na krvnih preiskavah. Zdravljenje je težavno in zahteva jemanje več antibiotikov v daljšem časovnem obdobju. Socialni stiki se tudi nadzorujejo in po potrebi obravnavajo. Odpornost proti antibiotikom postaja vse večji problem pri okužbah z večkratno odporno tuberkulozo (MDR-TBC). Preprečevanje temelji na presejalnih programih in cepljenju s cepivom na osnovi bacila Calmette‒Guérin (BCG).
Ena tretjina svetovnega prebivalstva naj bi bila okužena z M. tuberculosis, do novih okužb prihaja letno pri približno 1 % prebivalstva. Leta 2007 je ocena števila kroničnih aktivnih primerov po svetu znašala 13,7 milijonov. Leta 2010 so ocenjevali, da se je pojavilo 8,8 milijona novih primerov in 1,5 milijona z boleznijo povezanih smrti, večinoma v  državah v razvoju. Število obolelih, gledano absolutno, od leta 2006 dalje pada. Število novih primerov je po letu 2002 upadlo. Porazdelitev tuberkuloze po svetu ni enakomerna, približno 80 % prebivalstva v številnih azijskih in afriških državah je pozitivnega na tuberkulinski test, v ZDA pa je pozitivnih samo 5‒10 % prebivalcev. V razvijajočem se svetu se s tuberkulozo zaradi zmanjšane odpornosti okuži vse več ljudi, predvsem zaradi visoke ravni okužbe s HIV-om in z njo povezanim razvojem AIDS-a.

## Znaki in simptomi
Tuberkuloza lahko okuži katerikoli del telesa, najpogosteje pa se pojavi v pljučih (po tem poznana kot pljučna tuberkuloza). Do ekstrapulmonarne – zunajpljučne – tuberkuloze pride v primeru, ko se tuberkuloza razvije zunaj pljuč, lahko pa zunajpljučna TBC tudi sobiva s pljučno obliko tuberkuloze.
Splošni znaki in simptomi so med drugim vročina, mrzlica, potenje ponoči, izguba teka, hujšanje in utrujenost. Lahko tudi pride do vidnih sprememb na prstih in nohtih.

### Pljučna tuberkuloza
Če pride do okužbe s tuberkulozo, so običajno prizadeta pljuča (v približno 90 % primerov). Simptomi so lahko bolečine v prsih in dolgotrajen kašelj z izpljunkom. Okoli 25 % prizadetih je lahko brez simptomov (asimptomatska okužba). Občasno lahko ljudje izkašljujejo kri v majhnih količinah in, v zelo redkih primerih, lahko okužba razje pljučne arterije, čemur sledi obsežna krvavitev (anevrizma Rasmussena). Tuberkuloza lahko postane kronična in povzroči obsežne brazgotine v zgornjih predelih pljuč. Tuberkuloza pogosteje prizadene zgornje kot spodnje predele pljuč. Razlog za to ni jasen. Lahko da gre za boljši pretok zraka ali pa slabše delovanje limfnega sistema v zgornjem delu pljuč.

### Zunajpljučna tuberkuloza
V 15‒20 % aktivnih primerov se okužba razširi na organe zunaj pljuč, kar vodi do drugih različic tuberkuloze. Znane so pod skupnim imenom »zunajpljučna tuberkuloza«. Do zunajpljučne tuberkuloze prihaja pogosteje pri ljudeh z okvarjenim imunskim sistemom in pri otrocih. Pri osebah s HIV-om se to pripeti pri več kot 50 % primerov. Do zunajpljučne okužbe pogosto pride na poprsnici (tuberkulozni plevritis), osrednjem živčevju (tuberkulozni meningitis), limfnem sistemu (skrofula vratu), sečilih (urogenitalna tuberkuloza) ter okostju in sklepih (Pottova bolezen hrbtenjače). Če se razširi v kosti, jo imenujejo »kostna tuberkuloza«, ena od oblik osteomielitisa. Včasih tuberkulozni ognojek (absces) predre skozi kožo, kar privede do tuberkuloznega ulkusa. Razjeda, ki izvira bližnjih okuženih bezgavk, je neboleča, širi se počasi in spominja na »podložko za vijak«. Hujša je miliarna tuberkuloza – »razsejana« oblika TBC, ki je zelo razširjena. Miliarna TBC predstavlja približno 10 % zunajpljučnih oblik bolezni.

## Vzroki

### Mikobakterije
Glavni povzročitelj tuberkuloze je Mycobacterium tuberculosis, aeroben in negibljiv bacil. Visoka vsebnost lipidov je pri tem patogenu odgovorna za številne od njegovih edinstvenih kliničnih značilnosti. Deli se vsakih 16 do 20 ur, kar je zelo počasi v primerjavi z drugimi bakterijami, ki se običajno delijo več kot enkrat na uro. Mikobakterija ima zunanjo membrano v obliki lipidnega dvosloja. Pri barvanju po Gramu se bakterija ali obarva šibko »grampozitivno« ali barvila zaradi visoke vsebnosti lipidov in mikolične kisline v svojo celični steni ne obdrži. MTB preživi v šibkih razkužilih in v obliki endospor preživi tedne dolgo. V naravi lahko bakterija uspeva le v celicah  gostiteljicah prizadetega organizma, vendar pa je M. tuberculosis mogoče gojiti v laboratoriju.
S pomočjo histoloških barvil je na izkašljanih vzorcih (izmeček) mogoče MTB dokazati z uporabo svetlobnega mikroskopa. Ker MTB ohranja nekatera barvila tudi po obdelavi s kislo raztopino, je razvrščen kot kislinsko hiter bacil (angl. acid-fast bacillus – AFB). Najpogosteje uporabljeni metodi barvanja s hitro kislino sta metoda po Ziehl‒Neelsenu, ki barva bacile AFB svetlo rdeče, da jasno izstopajo na modri podlagi, in pa metoda z avraminom in rodaminom, ki omogoča opazovanje s fluorescenčno mikroskopijo.
Kompleks M. tuberculosis vsebuje še štiri druge mikobakterije, ki povzročajo TBC: M. bovis, M. africanum, M. Canetti in M. microti. M. africanum sicer ni široko razširjena, v nekaterih predelih Afrike pa pomeni pomemben vzrok za TBC. Bacil M. bovis je bil nekoč pogost vzrok za tuberkulozo, vendar  v razvitih državah z uvedbo pasterizacije mleka v veliki meri ne pomeni več zdravstvenega problema. M. canetti se pojavlja redko na območju Afriškega roga. Našli so ga pri izseljencih iz Afrike. M. microti je prav tako redek, večinoma se pojavlja pri osebah z imunsko pomanjkljivostjo. Razširjenost tega patogena se je morda doslej precej podcenjevalo.
Druge znane patogene mikobakterije so med drugim Mycobacterium leprae, Mycobacterium avium in Mycobacterium kansasii. Slednji dve vrsti razvrščajo med »netuberkulozne mikobakterije«. Te ne povzročajo ne TBC in ne gobavosti, pač pa pljučna obolenja, ki spominjajo na TBC.

### Dejavniki tveganja
Na dovzetnost ljudi za okužbe s tuberkulozo vplivajo številni dejavniki. Najpomembnejši dejavnik tveganja na svetovni ravni je HIV. 13 % vseh, ki imajo tuberkulozo, je okuženih s tem virusom. V podsaharski Afriki, kjer je razširjenost okužbe s HIV visoka, je to poseben problem. Med ljudmi brez HIV, ki so okuženi s tuberkulozo, jih 5‒10 % v času njihovega življenja aktivno zboleli. Po drugi strani pa med prizadetimi, ki so sočasno okuženi z virusom HIV, 30 % razvije aktivno bolezen.
Tuberkuloza je tesno povezana s prenaseljenostjo in podhranjenostjo. Predstavlja eno glavnih bolezni revščine. Visoko ogroženi so med drugim ljudje, ki si vbrizgavajo nedovoljene droge, prebivalci in zaposleni na območjih, kjer se bolni ljudje zbirajo (npr. zapori in zavetišča za brezdomce), glede zdravstvenih oskrbe in virov revne skupnosti, visoko ogrožene etnične manjšine, otroci v tesnem stiku z visoko ogroženimi bolniki in zdravstveno osebje, ki za te bolnike skrbi.
Kronična pljučna bolezen je še en pomemben dejavnik tveganja. Silikoza povečuje tveganje za približno 30-krat. Kadilci cigaret imajo skoraj dvakrat višje tveganje za TBC kot nekadilci.
Druge zdravstvene okoliščine tudi lahko povečajo tveganje za razvoj tuberkuloze, med drugim alkoholizem in sladkorna bolezen (trikratni porast).
Nekatera zdravila, kot so kortikosteroidi in infliksimab (monoklonsko protitelo anti-TNF α), postajajo čedalje pomembnejši  dejavniki tveganja, še posebej v razvitem svetu.
Obstaja tudi genetsko pogojena dovzetnost, njen pomen za zdaj še ni jasen.

## Mehanizem

### Prenos
Kadar ljudje z aktivno pljučno tuberkulozo kašljajo, kihajo, govorijo, pojejo, ali pljuvajo, oddajajo nalezljive aerosolne kapljice s premerom 0,5–5,0 μm. Pri enkratnem kihu nastane do 40.000 kapljic. Vsaka od teh kapljic lahko prenese bolezen, saj je doza za okužbo s tuberkulozo zelo nizka (že vdih manj kot 10 bakterij lahko povzroči okužbo).
Ljudje z dolgotrajnim, pogostim ali tesnim stikom s tuberkoluznimi osebami so še posebno ogroženi (za stopnjo okužbe se v tem primeru ocenjuje, da znaša 22 %). Oseba z aktivno, vendar nezdravljeno tuberkulozo lahko na leto okuži 10‒15 (ali več) drugih. Do prenosa naj bi prišlo samo pri ljudeh z aktivno tuberkulozo – za latentno okužene se meni, da bolezen ni nalezljiva. Verjetnost prenosa iz ene osebe na drugo je odvisna od številnih dejavnikov, med drugim od števila nalezljivih kapljic, ki jih bolnik širi, od učinkovitosti prezračevanja, trajanja izpostavljenosti, virulence seva M. tuberculosis, ravni imunosti pri neokuženih in od drugih dejavnikov. Širjenje od osebe do osebe je mogoče preprečiti z učinkovito izolacijo oseb z aktivno (»prikrito«) tuberkulozo in z ustreznim režimom zdravil proti TBC. Po približno dveh tednih učinkovitega zdravljenja osebe z aktivno okužbo običajno za druge, kar se nalezljivosti tiče, niso več nevarne. Pri na novo okuženih običajno traja od tri do štiri tedne, da prizadeta oseba postane vir za prenos bolezni na druge.

### Patogeneza
Pri približno 90 % okuženih z M. tuberculosis gre za »latentno okužbo« – skrito okužbo brez znakov, pri čemer doživljenska verjetnost, da se latentna okužba razvije v aktivno bolezen, ne znaša več kot 10 %. Pri osebah s HIV se nevarnost za pojav aktivne TBC poveča na skoraj 10 % na leto. Če se bolezen ne zdravi učinkovito, znaša stopnja smrtnosti pri aktivnih primerih tuberkuloze do 66 %.
Okužba TBC se začne, ko mikobakterije pridejo v pljučne alveole, kjer napadejo alveolarne makrofage in se v njihovih endosomih razmnožujejo. Primarno mesto okužbe v pljučih je znano kot »Ghonovo žarišče«. Na splošno se nahaja v zgornjem delu spodnjega režnja ali v spodnjem delu zgornjega režnja. Do pljučne tuberkuloze lahko pride tudi preko obtočil.  Ti primeri so znani kot »Simonovo žarišče«, običajno so v vrhu pljuč. Ta prenos preko krvi lahko povzroči širjenje okužbe na bolj oddaljene točke, kot so periferne bezgavke, ledvice, možgani in kosti. Bolezen lahko prizadene vse dele telesa, iz neznanih razlogov pa se redko naseli v srce, skeletne mišice, trebušno slinavko ali ščitnico.
Tuberkulozo razvrščajo med granulomatozne vnetne bolezni. Celice, kot so makrofagi, celice ubijalke, limfociti B in fibroblasti, se združujejo v granulome in z limfociti obkolijo okužene makrofage. Granulom preprečuje širjenje mikobakterij in nudi lokalno okolje, v katerem pride do posegov celic imunskega sistema. Bakterije znotraj granuloma lahko zaspijo (postanejo dormantne), kar vodi do latentne okužbe. Druga značilnost granulomov je odmiranje celic (nekroza) v središču tuberklov. S prostim očesom so videti kot mehek, bel sir (kazeozna –  sirasta – nekroza).
Če bakterije z območja poškodovanega tkiva zaidejo v krvni obtok, se lahko razširijo po celem telesu in ustvarjajo številna žarišča, ki se vsa kažejo kot majhni, beli tuberkli v tkivu. Ta huda oblika tuberkuloze se imenuje miliarna tuberkuloza in je najbolj pogosta pri majhnih otrocih in pri osebah s HIV. Smrtnost je pri ljudeh s to obliko kljub zdravljenju visoka (približno 30 %).
Pri številnih prizadetih prihaja pri bolezni do zagonov in remisij. Uničenje in odmiranje tkiva sta pogosto v ravnovesju s celjenjem in fibrozo. Prizadeto tkivo nadomestijo brazgotine in votline, napolnjene s sirastim nekrotičnem materialom. Med aktivno boleznijo se nekatere od teh votlin lahko povežejo z bronhiji v zračnih kanalih, tako da je snov v njih mogoče izkašljati. Snov vsebuje žive bakterije, čemur sledi širjenje okužbe. Zdravljenje z ustreznimi antibiotiki ubija bakterije in omogoča ozdravljenje. Prizadeta območja, ko so enkrat ozdravljena, nadomesti brazgotinasto tkivo.

## Diagnoza

### Aktivna tuberkuloza
Diagnosticirati aktivno tuberkulozo samo na podlagi znakov in simptomov je težko, prav tako tudi bolezen pri osebah s suprimiranim imunskim sistemom. Na diagnozo TB pa je treba pomisliti pri pacientih z znaki pljučnega obolenja ali splošnimi simptomi, ki trajajo dlje kot dva tedna. Rentgensko slikanje prsnega koša in multipla kultura izpljunka za acido-bacile sta običajno del začetne ocene. Testi sproščanja interferonov in tuberkulinski kožni testi v državah v razvoju nekoristni. IGRA pozna pri osebah s HIV podobne meje.
Diagnoza TB je jasna, če se za M. tuberculosis ugotovi prisotnost v kliničnem vzorcu (kot so npr. izmeček, gnoj ali tkivo, dobljeno z biopsijo). Ker gre za počasi rastoč organizem, je postopek kulture težaven in traja pri vzorcih krvi ali izmečka od dva do šest tednov. Z zdravljenjem se zato pogosto prične, še preden kulture diagnozo potrdijo.
S testi amplifikacije DNK in preskusom na adenozin deaminazo je mogoče TB hitro dokazati. Teh testov pa se rutinsko ne priporoča, saj le redko vplivajo na to, kako se primer terapira. Krvni testi za odkrivanje protiteles niso ne specifični ne občutljivi, zato se jih ne priporoča.

### Skrita tuberkuloza
Test je pogosto uporablja pri pregledih oseb z velikim tveganjem za tuberkulozo. Pri predhodno imuniziranih osebah lahko pride do lažno pozitivnih rezultatov testa. Test je lahko lažno negativen pri osebah, ki imajo sarkoidozo ali Hodgkinov limfom, ki so  podhranjene, ali pa (zanimivo) pri posameznikih z dejansko aktivno tuberkulozo. Za osebe s pozitivnim izidom tuberkulinskega testa se priporočajo test krvi na sproščanje gama interferona (Interferon gamma release assay - IGRA). Na te teste imunizacija ali okolijske mikobakterije večinoma ne vplivajo, tako da je napačno pozitivnih izidov pri njih manj. Vplivajo pa nanje M. szulgai, M. marinum in M. kansasii. Testi IGRA lahko povečajo občutljivost, kadar se uporabljajo hkrati s kožnim testom, so pa lahko da manj občutljivi kot kožni test, če se uporabljajo brez njega.

## Preventiva
Prizadevanja za preprečevanje in nadzor tuberkuloze temeljijo predvsem na cepljenju dojenčkov in na odkrivanju in ustreznem zdravljenju aktivnih primerov. Svetovna zdravstvena organizacija je žela nekaj uspeha s terapevtskimi izboljšavami, ki so povzročile majhen padec v številu obolenj.

### Cepiva
Od leta 2011 dalje je na voljo le cepivo na osnovi bacila Calmette‒Guérin (BCG), ki je sicer učinkovito proti širjenju bolezni v otroštvu, vendar pred okužbo s pljučno tuberkulozo ne ščiti zanesljivo. Kljub temu je po vsem svetu najbolj pogosto uporabljeno cepivo, s katerim se cepi več kot 90% vseh otrok. Tako pridobljena imunost pa po približno desetih letih začne padati. Kot je tuberkuloza v Kanadi, Veliki Britaniji in Združenih državah Amerike večinoma neobičajna, se z BCG cepi samo visoko ogrožene ljudi. Eden od razlogov, zakaj naj se cepiva ne rabi, so lažno pozitivni tuberkulinski testi na koži, tako da je za presejalne programe nekoristen. V razvoju so trenutno številna nova cepiva.

### Javno zdravje
Svetovna zdravstvena organizacija je leta 1993 TB razglasila za "svetovni zdravstveni izziv", leta 2006B pa je Združenje Ustavimo TB (stop TB) razvilo globalni načrt, kako zaustaviti tuberkulozo, z namenom do leta 2015 rešiti 14 milijonov življenj. Cilja za leto 2015 verjetno ne bo mogoče doseči, predvsem zaradi porasta v primerih s HIV povezane tuberkuloze in zaradi pojava tuberkuloze, odporne proti več zdravilom (»multiple drug-resistant«, skrajšano MDR-TB). Sistem, za razvrstitev tuberkuloze, ki ga je razvilo Združenje za prsni koš ZDA, se uporablja predvsem v javnih zdravstvenih programih.

## Obvladovanje
Za zdravljenje TBC se uporablja antibiotike, ki ubijajo bakterije. Uspešno zdraviti TBC je težko; neobičajna struktura in kemična sestava celičnih sten pri mikobakterijah ovirata vstop zdravilom in tako onemogočata delovanje marsikaterega antibiotika. Najbolj pogosto uporabljena antibiotika sta isoniazid in rifampicin, zdravljenja pa lahko traja tudi več mesecev. Skrito TB se običajno zdravi z enim samim antibiotikom. za aktivna obolenja s TB pa je najboljša kombinacija več antibiotikov, ki zmanjšuje tveganje, da se pri bakterijah razvije odpornost proti antibiotikom. Latentno okužene ljudi se prav tako zdravi, da se pri njih prepreči kasnejši izbruh aktivne TB. WHO priporoča terapijo pod neposrednim nadzorom zdravstvenega osebja, tako da se zagotovi redno jemanje zdravila; cilj je omejiti število bolnikov, ki zdravil ne jemljejo redno. Dokazi, da je ta pristop boljši kot če se zdravila jemljejo nenadzorovano, so šibki. Pristop, s katerim se ljudi opominja, kako pomembno je zdravljenje, pa zgleda učinkuje.

### Nov pojav bolezni
Ob novem pojavu pljučne TB od 2010 dalje priporočajo terapijo, ki traja šest mesecev, s kombinacijo antibiotikov, ki vsebujejo rifampicin, isoniazid, pirazinamid in etambutol prva dva meseca, zadnje štiri pa samo rifampicin in isoniazid. Pri visoki odpornosti proti izoniazidu se lahko zadnje štiri mesece daje alternativno etambutol.

### Ponavljajoča obolenja
Če se tuberkuloza ponavlja, je pomembno pred začetkom zdravljenja s testi ugotoviti, na katere antibiotike je povzročitelj občutljiv. Če se ugotovi, da gre za TB, ki je multirezistentna, to je odporna na več zdravil (MDR-TB), priporočajo jemati najmanj 4 učinkovite antibiotike 19 do 24 mesecev dolgo.

### Odpornost proti zdravilom
Do prvotne odpornosti pride, ko se prizadeta oseba okuži z odpornim sevom TB. Pri osebi s popolnoma občutljivo TB se lahko med zdravljenjem zaradi neustreznega zdravljenja razvije sekundarna (pridobljena) upornost , če bolnik zdravil ne jemlje ustrezno predpisani shemi (neskladnost z navodili zdravnika), ali če se uporablja zdravila nizke kakovosti. Proti zdravilom odporna TB je resen zdravstveni problem v številnih državah v razvoju, saj je podaljšuje zdravljenje dlje in zahteva dražja zdravila. MDR-TB se definira kot odpornost proti najbolj uspešnim zdravilom prve izbire pri TB: rifampicin and isoniazid. Tuberkuloza, prekomerno odporna proti zdravilom, je odporna proti trem ali več razredom zdravil druge izbire.
Proti zdravilom popolnoma odporna tuberkuloza je odporna proti vsem zdravilom, ki so trenutno na voljo. Najprej so jo opazili leta 2003 v Italiji, vendar o njej do 2012 niso široko poročali. Bedakvuilin pogojno podpirajo kot sredstvo proti multirezistentni TB.

## Prognoza
| ni podatkov 10 10‒25 25‒50 50‒75 75‒100 100‒250 | 250‒500 500‒750 750‒1000 1000‒2000 2000‒3000 3000 |

Okužba se razvije v jasno izraženo TB, ko bacili premagajo obrambo imunskega sistema in se začnejo razmnoževati. Pri primarni TB (pri okoli 1–5 % primerov) pride do tega po začetni okužbi. Latentna okužba pa se v večini primerov pojavi brez očitnih znakov. Ti mirujoči bacili izzovejo aktivno tuberkulozo v 5–10 % teh latentnih primerov, pogosto mnogo let po okužbi.
Imunosupresija, na primer zaradi okužbe s HIV, zviša nevarnost za ponoven izbruh bolezni. Pri osebah, ki so okužene tako z M. tuberculosis kot s HIV, se nevarnost za ponoven pojav bolezni poveča na skoraj 10 % na leto. Študije prstnih odtisov DNK pri sevih M. tuberculosis so pokazale, da ponovna okužba k ponavljajoči se TB prispeva bistveno več, kot so predvidevali doslej. - za območja s pogosto TB cenijo delež pri ponovno aktiviranih primerih TB na več kot 50 %. Verjetnost za smrt zaradi tuberkuloze je znašala leta 2008 4 %, kar pomeni zmanjšanje smrtnosti v primerjavi z letom 1995, ko je le-ta znašala 8 %.

## Epidemiologija
Približno tretjina svetovnega prebivalstva je bila okužena s M. tuberculosis, do novih okužb prihaja letno pri približno 1 % prebivalstva. Vendar pa večina okužb z M. tuberculosis ne povzroči tuberkuloze, in 90–95 % okužb ostaja brez simptomov. Leta 2012 je bilo po oceni 8,6 milijona kroničnih aktivnih primerov. Leta 2010 so ugotovili 8,8 milijonov novih primerov tuberkuloze in 1,45 milijona smrtnih žrtev, večinoma v  državah v razvoju. Med temi 1,45 milijona smrtnih žrtev je bilo približno 350.000 bolnikov s sočasno okužbo z virusom HIV.
Tuberkuloza je drugi najpogostejši vzrok smrti zaradi nalezljivih bolezni (takoj za HIV/AIDS). Število obolelih, gledano absolutno, od leta 2005 dalje pada in število novih primerov se je po 2002 znižalo. Napredek na Kitajskem je še posebno velik, med letoma 1990 in 2010 jim je uspelo smrtnost zaradi TB zmanjšati za približno 80 %. Tuberkuloza je pogostejša v državah v razvoju; približno 80 % prebivalstva v številnih azijskih in afriških državah je pozitivno na tuberkulinski test, v ZDA pa je pozitivnih samo 5–10 % prebivalcev. Upanje, da se bolezen dobi popolnoma pod nadzor, je močno oslabljeno zaradi številnih dejavnikov, kot so težave pri razvoju učinkovitega cepiva, drag in zamuden diagnostični postopek, obvezno večmesečno zdravljenje, porast s HIV povezane tuberkuloze, in pojav proti zdravilom odpornih primerov po 1980.
Leta 2007 je imel po ocenah med vsemi državami največjo incidenco bolezni Svazi, in sicer 1.200 primerov na 100.000 prebivalcev. Indija je imela največjo skupno incidenco, okoli 2,0 milijona novih primerov. V razvitih državah je tuberkuloza manj pogosta, najti jo je predvsem v urbanih območjih. Število primerov na 100.000 prebivalcev po svetu leta 2010: cel svet 178, Slovenija 332, Ameriki 36, Vzhodno Sredozemlje 173, Evropa 63, jugovzhodna Azija 278, in zahodni Pacifik 139. V Kanadi in Avstraliji je tuberkuloza veliko bolj pogosta med staroselci, zlasti v oddaljenih območjih. V ZDA je smrtnost pri aboriginih zaradi tuberkuloze petkrat višja, in med javljenimi primeri TB znaša delež rasnih in etničnih manjšin znaša 84 %.
Pogostnost tuberkuloze je odvisna od starosti prebivalstva. V Afriki v prvi vrsti prizadene mladostnike in mlade odrasle. V državah, kjer je število obolenj dramatično upadlo (na primer v ZDA) , pa predstavlja TB predvsem bolezen starejših ljudi in oseb z oslabljenim imunskim sistemom (dejavniki tveganja so navedeni zgoraj).

### Slovenija
Pojavnost tuberkuloze v Sloveniji upada. Leta 1996 je bilo v Sloveniji registriranih 28,3 primera na 100.000 prebivalcev, leta 2002 je pojavnost znašala 17,6/100.000 prebivalcev, leta 2009 pa le še 9,3 primera/100.000 prebivalcev, kar nas uvršča med države z zelo nizko stopnjo obolevnosti. V Sloveniji pogosteje zbolevajo moški. Umrljivost za to boleznijo je 1,3–4,2 %.

## Zgodovina
Tuberkuloza je bila prisotna pri ljudeh najkasneje od antike dalje. Najzgodnejši nedvoumni dokaz za M. tuberculosis je najti v ostankih bizona,  starih približno 17 tisoč let. Zaenkrat pa ni jasno, ali ima tuberkuloza izvor pri govedu, s kasnejšim prenosom na ljudi, ali pa gre za skupnega prednika. Doslej se je verjelo, da je med procesom udomačitve prišlo do prenosa M. tuberkulosis z živali na ljudi, vendar genska primerjava živalskih in človeških sevov bakterije tega ne potrjuje. Goveji in človeški sev bacila imata skupnega prednika, ki je ljudi morda okužil že v neolitiku. Okostja prazgodovinskih ljudi  (4000 pred našim štetjem) kažejo znake tuberkulozo in  tuberkulozno gnilobo so dokazali v hrbtenjačah egipčanske mumije iz časov 3000‒4000 pred našim štetjem.  Phthisis pomeni v grščini sušico, star izraz za pljučno tuberkulozo; Po Hipokratu je okoli 460 pred našim štetjem phthisis bila najbolj razširjena bolezen. Pravi, da se javlja z vročino in izkašljevanjem krvi in da je skoraj vedno usodna. Genetske študije kažejo, da je v Ameriki TB prisotna od leta 100 našega štetja dalje.
Pred industrijsko revolucijo je folklora tuberkulozo pogosto povezovala z vampirji. Ko je v družini kdo umrl zaradi nje, so drugi okuženi člani družine začeli hirati. Ljudje so verjeli, da je za to kriv umrli, ki iz ostalih družinskih članov izsesava življenje.
Čeprav je Dr Richard Morton leta 1689 za pljučno obliko bolezni dokazal patološko ozadje tuberklov,  TB zaradi raznolikosti njenih simptomov do 1820 ,niso opredelili kot ene same bolezni, ime tuberkuloza pa je prvi  leta 1839 uporabil J. L. Schönlein. Med 1838 in 1845 je Dr. John Croghan, lastnik Mamutske jame, dal prenesti številne ljudi s tuberkulozo v jamo,  v upanju, da bodo v čistem jamskem zraku stalne temperature ozdraveli; umrli so po enem letu. Hermann Brehmer je leta 1859 odprl prvi TB sanatorij v Sokolowskem, Poljska.
Bacil, ki povzroča tuberkulozo, Mycobacterium tuberculosis, je 24. marca 1882 odkril in opisal Robert Koch. Za to odkritje je leta 1905 prejel Nobelovo nagrado za fiziologijo ali medicino. Koch ni verjel, da bi si goveja in človeška oblika tuberkuloze bili podobni, tako da so okuženo mleko kot vir okužbe prepoznali šele kasneje. Tveganje za prenos iz tega vira je kasneje dramatično zmanjšal izum procesa pasterizacije. Koch je leta 1890 glicerinski izvleček bacilov tuberkuloze razglasil za "sredstvo" proti tuberkulozi in ga poimenoval »tuberkulin«. Čeprav je bil neučinkovit, so izvleček kasneje uspešno prilagodili za presejalni test za presimptomatsko tuberkulozo.
Albert Calmette in Camille Guérin sta 1906 kot prva na osnovi govejega seva tuberkuloze uspela razviti sredstvo za imunizacijo proti tuberkulozi. Imenovali so ga bacillus Calmette Guèrin (BCG). Z BCG prvič cepili ljudi leta 1921 v Franciji,  v ZDA, Združenem kraljestvu in Nemčiji pa so ga začeli široko uporabljati po drugi svetovni vojni.
Tuberkuloza je bila vzrok za zelo široko zaskrbljenost javnosti v 19. in v začetku 20. stoletja kot endemična bolezen revnih. Leta 1815 je v Angliji vsak četrti umrl zaradi »sušice«. V Franciji je TB leta 1918 še vedno bila vzrok smrti v enem od šestih primerov. Ko so 1880 ugotovili, da gre za nalezljivo bolezen, so TB v Veliki Britaniji uvrstili na seznam bolezni, ki jih je treba prijaviti. Začeli so s kampanjami,da ljudje nehajo pljuvati na javnih mestih,  okužene revne ljudi pa so "vzpodbujali", da gredo v zaporom podobne sanatorije (v zdraviliščih za srednji in višji razred so bolniki dobivali odlično nego in stalno zdravniško pomoč). Ne glede na (domnevne) ugodnosti "svežega zraka" in pomoč v sanatorijih je celo ob najboljših pogojih v njih umrla v petih letih polovica bolnikov (okoli 1916).
V Evropi je obolevnost s tuberkulozo naraščala od 16. stoletja dalje in dosegla svoj vrh v 18. stoletju, ko je bila vzrok za skoraj četrtino vseh smrti. Smrtnost se je nato do leta 1950 zmanjšala za skoraj 90%. Izboljšave v javnem zdravstvu so še pred prihodom streptomicina in drugih antibiotikov znatno zmanjšale okužbe. Bolezen pa je dalje ostala velika grožnja za javno zdravje, tako da so na primer v Veliki Britaniji Svet za raziskave v medicini (Medical Research Council) leta 1913 ustanovili predvsem z namenom, da se razišče tuberkuloza in njeno ozadje.
Leta 1946 je z odkritjem antibiotika streptomicina učinkovito zdravljenje tuberkuloze postalo realnost. Pred uvedbo tega antibiotika je edino zdravilo (z izjemo zdravilišč) bil kirurški poseg, med drugim "pnevmotoraks tehnika", ki je kolabirala okuženo pljučno krilo, da lahko "počiva" in tuberkulozne brazgotine ozdravi.
Zaradi pojava MDR-TB so kirurške posege ponovno uvedli kot eno od možnosti, ki so na voljo za zdravljenje tuberkuloze. Tekoči kirurški posegi vključujejo odstranitev patoloških kavitet  (»bullae«) v pljučih, da se zmanjša število bakterij in poveča izpostavljenost preostalih bakterij zdravilom v krvi; zmanjšuje se tako skupna obremenitev z bakterijami in poveča učinkovitost sistemske antibiotične terapije.
Upanje, da se tuberkulozo popolnoma odpravi (gl koze), se je v osemdesetih letih razblinilo s pojavom proti zdravilom odpornih sevov. Na ponoven pojav tuberkuloze, ki je sledil, je Svetovna zdravstvena organizacija leta 1993 odgovorila z razglasitvijo tuberkuloze kot izrednega svetovnega problema za zdravje

## Družba in kultura
Svetovna zdravstvena organizacija, Fundacija Bill in Melinda Gates ter ameriška vlada subvencionirajo uporabo novega hitrodelujočega diagnostičnega testa v državah z nizkimi in srednjimi dohodki, s čimer se je znižal strošek enega testa iz 16,86 $ na 9,98 $. Poleg tega je test točen pri osebah, ki so sočasno okužene z virusom HIV. Ugotovi lahko odpornost proti antibiotiku rifampicinu, s čimer se nakaže, da gre za sev bakterije, večkratno odporen proti zdravilom. Leta 2011 so imela še vedno številna revnejša območja le dostop do mikroskopkih preiskav izmečka.
Indija je v letu 2010 imela najvišjo skupno število primerov tuberkuloze po svetu, delno zaradi slabe skrbi za bolezen v zasebnem in javnem zdravstvenem sektorju. Programi, kot je na primer revidiran nacionalni program za nadzor tuberkuloze, so pomagali zmanjšati število okužb pri osebah, ki prejemajo javno zdravstveno oskrbo.

## Raziskave
Cepivo BCG ima svoje meje in raziskave in razvoj novih cepiv za TB so v teku. Številni možni kandidati so trenutno v fazah I in II kliničnih preskusov. Da bi izboljšali učinkovitost razpoložljivih cepiv, sta na voljo dva pristopa. Pri enem se BCG dodaja cepivo za podenoto, pri drugi strategiji pa se skuša razviti nova in boljša živa cepiva. MVA85A, primer cepiva s podenoto, ki se trenutno preskuša v Južni Afriki, temelji na gensko spremenjenih Vaccinia virusih. Cepiva bodo upajmo igrala pomembno vlogo pri zdravljenju tako latentne kot aktivne bolezni.
Da bi spodbudili nadaljnji razvoj, raziskovalci in politiki uvajajo nove ekonomske modele za razvoj cepiv, med drugim nagrade, davčne spodbude in vnaprej zagotovljen tržni odvzem. Pri razvoju sodelujejo številne skupine, med drugim Stop TB Partnership, Južnoafriška iniciativa za cepivo proti tuberkuloz in Aeras Global TB Vaccine Foundation. Podjetje je prejelo več kot 280.000.000 $ (US) od Fundacije Bill in Melinda Gates za razvoj in licenciranje boljšega cepiva proti tuberkulozi, ki naj bi se ga uporabilo v zelo obremenjenih državah.
Za tuberkulozo, ki je odporna proti več zdravilom, se raziskuje številna zdravila, med drugim bedaquiline in delamanid. Bedaquiline je konec 2012 FDA odobrila. Kolikšni sta varnost in učinkovitost teh novih učinkovin še nista čisto jasno, saj rezultati temeljijo na relativno majhnih vzorcih. Obstoječi podatki pa kažejo, da je pri bolnikih, ki poleg standardnega zdravljenja TB  jemljejo bedaquiline, umrljivost petkrat višja kot bolnikih, ki nove droge ne jemljejo. Posledica so bili članki v strokovni literaturi, ki so odpirali vprašanja glede zdravstvene politike, o tem, zakaj je FDA zdravilo odobrila, in o tem, ali so finančne vezi zdravnikov s podjetjem, ki izdeluje bedaquiline, vplivale na njih ravnanje.

## Druge živali
Mikobakterije okužijo veliko različnih živali, med drugim ptice, glodavce, in plazilce. Podvrsta Mycobacterium tuberculosis pa je redko prisotna pri divjih živalih. Prizadevanja za izkoreninjenje goveje tuberkuloze, ki ga povzroča  Mycobacterium bovis v govedu in čredah jelenov na Novi Zelandiji, so bila relativno uspešna. Prizadevanja v Veliki Britaniji so bila pri tem manj uspešna.